# Каменцинд, Оскар
Оскар Каменцинд (нем. Oscar Camenzind, род. 12 сентября 1971 в Швице, Швейцария) — швейцарский профессиональный шоссейный велогонщик. Чемпион мира 1998 года в групповой гонке. Победитель ряда престижных велогонок. Участник летних Олимпийских игр 2000 года.

## Биография
Оскар Каменцинд заявил о завершении спортивной карьеры в 10 августа 2004 года, после того, как допинг-тест, взятый 22 июля дал положительный результат на эритропоэтин:
Первая половина сезона у меня не заладилась. Я рассчитывал удачно выступить на Олимпиаде и в осенних стартах, но избрал для достижения успеха самый глупый из возможных способов.
В сентябре того же года был дисквалифицирован на 2 года.

## Победы
| 1997 - Чемпион Швейцарии в групповой гонке - Гран-при Вильгельма Телля — генеральная классификация - Тур Австрии — пролог и этап 5 - Тур Швейцарии — этапы 1, 9 и 2-е место в общем зачёте 1998 - Чемпион мира в групповой гонке - Джиро ди Ломбардия 1999 - Джиро дель Трентино — этап 3 - Тур Швейцарии — этап 7 2000 - Тур Швейцарии — генеральная классификация | 2001 - Льеж — Бастонь — Льеж - Тур Швейцарии — этап 10 2002 - Тур Саксонии — этап 2 и генеральная классификация 2003 - Тур Саксонии — этап 3 2004 - Чемпионат Швейцарии, групповая гонка — 3-е место |

## Статистика выступлений наГранд Турах
| Гранд Тур | 1996 | 1997 | 1998 | 1999 | 2000 | 2001 |
| --------- | ---- | ---- | ---- | ---- | ---- | ---- |
| Джиро     | -    | -    | 4    | 11   | -    | 27   |
| Тур       | 36   | 12   | -    | -    | -    | -    |
| Вуэльта   | -    | -    | 16   | -    | 22   | -    |